# Абенсберг
Абенсберг (њем. Abensberg) град је у њемачкој савезној држави Баварска. Једно је од 24 општинска средишта округа Келхајм. Према процјени из 2010. у граду је живјело 12.629 становника. Посједује регионалну шифру (AGS) 9273111, NUTS (DE226) и LOCODE (DE ABE) код.

## Географија
Абенсберг се налази у савезној држави Баварска у округу Келхајм. Град се налази на надморској висини од 370 метара. Површина општине износи 60,3 km².

## Историја
Код Абенсберга, Наполеон I је 1809. године, потукао Аустријанце.

## Становништво
У самом граду је, према процјени из 2010. године, живјело 12.629 становника. Просјечна густина становништва износи 209 становника/km².

## Међународна сарадња
| Мјесто   | Држава | Врста сарадње | Од    |
| -------- | ------ | ------------- | ----- |
| Парга    | Грчка  | партнерство   | 1985. |
| Вратимов | Чешка  | пријатељство  | 1994. |
| Извор    |        |               |       |